# Charlevoix (ancienne circonscription fédérale)
Pour les articles homonymes, voir Charlevoix (homonymie).
Charlevoix fut une circonscription électorale fédérale de la région de Charlevoix et du Québec. Elle fut représentée de 1867 à 1917 et de 1949 à 2004.
C'est l'Acte de l'Amérique du Nord britannique de 1867 qui créa ce qui fut appelé le district électoral de Charlevoix. Abolie en 1914, elle fut fusionnée à la circonscription de Charlevoix—Montmorency. 
La circonscription réapparut en 1947 à partir de Charlevoix—Saguenay. Abolie en 2003, elle fut redistribuée parmi Charlevoix—Montmorency et Manicouagan. 

## Géographie
En 1996, la circonscription de Charlevoix comprenait:
- Les villes de Baie-Comeau, Baie-Saint-Paul, Clermont, Forestville et La Malbaie
- Les MRC de Charlevoix, Charlevoix-Est et La Haute-Côte-Nord, incluant Les Escoumins
- La MRC de Caniapiscau

## Liste des députés
| Législature                                          | Années    | Député                          | Député                    | Parti                     |
| ---------------------------------------------------- | --------- | ------------------------------- | ------------------------- | ------------------------- |
| Charlevoix                                           |           |                                 |                           |                           |
| 1e                                                   | 1867–1872 |                                 | Simon-Xavier Cimon        | Conservateur              |
| 2e                                                   | 1872–1874 |                                 | Pierre-Alexis Tremblay    | Libéral                   |
| 3e                                                   | 1874–1876 |                                 | Pierre-Alexis Tremblay    | Libéral                   |
| 3e                                                   | 1876–1878 |                                 | Hector-Louis Langevin     | Conservateur              |
| 4e                                                   | 1878–1879 |                                 | Pierre-Alexis Tremblay    | Libéral                   |
| 4e                                                   | 1879–1881 |                                 | Joseph-Stanislas Perrault | Conservateur              |
| 4e                                                   | 1881–1882 | Simon-Xavier Cimon              |                           | Conservateur              |
| 5e                                                   | 1882–1887 | Simon-Xavier Cimon              |                           | Conservateur              |
| 6e                                                   | 1887–1887 | Simon-Xavier Cimon              |                           | Indépendant               |
| 6e                                                   | 1887–1891 |                                 | Simon Cimon               | Conservateur              |
| 7e                                                   | 1891–1895 |                                 | Henry Simard              | Libéral                   |
| 7e                                                   | 1896–1896 | Louis-Charles-Alphonse Angers   |                           | Libéral                   |
| 8e                                                   | 1896–1900 | Louis-Charles-Alphonse Angers   |                           | Libéral                   |
| 9e                                                   | 1900–1904 | Louis-Charles-Alphonse Angers   |                           | Libéral                   |
| 10e                                                  | 1904–1908 |                                 | Rodolphe Forget           | Conservateur              |
| 11e                                                  | 1908–1911 |                                 | Rodolphe Forget           | Conservateur              |
| 12e                                                  | 1911–1917 |                                 | Rodolphe Forget           | Conservateur              |
| Dissoute parmi Charlevoix—Montmorency                |           |                                 |                           |                           |
| Charlevoix issue de Charlevoix—Saguenay              |           |                                 |                           |                           |
| 21e                                                  | 1949–1953 |                                 | Auguste Maltais           | Libéral                   |
| 22e                                                  | 1953–1957 |                                 | Auguste Maltais           | Libéral                   |
| 23e                                                  | 1957–1958 |                                 | Auguste Maltais           | Libéral                   |
| 24e                                                  | 1958–1962 |                                 | Martial Asselin           | Progressiste-conservateur |
| 25e                                                  | 1962–1963 |                                 | Lauréat Maltais           | Crédit social             |
| 26e                                                  | 1963–1963 | Louis-Philippe-Antoine Bélanger |                           | Crédit social             |
| 26e                                                  | 1963–1965 | Louis-Philippe-Antoine Bélanger | Ralliement créditiste     |                           |
| 27e                                                  | 1965–1968 |                                 | Martial Asselin           | Progressiste-conservateur |
| 28e                                                  | 1968–1972 |                                 | Martial Asselin           | Progressiste-conservateur |
| 29e                                                  | 1972–1974 |                                 | Gilles Caouette           | Crédit social             |
| 30e                                                  | 1974–1979 |                                 | Charles Lapointe          | Libéral                   |
| 31e                                                  | 1979–1980 |                                 | Charles Lapointe          | Libéral                   |
| 32e                                                  | 1980–1984 |                                 | Charles Lapointe          | Libéral                   |
| 33e                                                  | 1984–1988 |                                 | Charles-André Hamelin     | Progressiste-conservateur |
| 34e                                                  | 1988–1993 | Brian Mulroney                  |                           | Progressiste-conservateur |
| 35e                                                  | 1993–1997 |                                 | Gérard Asselin            | Bloc québécois            |
| 36e                                                  | 1997–2000 |                                 | Gérard Asselin            | Bloc québécois            |
| 37e                                                  | 2000–2004 |                                 | Gérard Asselin            | Bloc québécois            |
| Dissoute parmi Charlevoix—Montmorency et Manicouagan |           |                                 |                           |                           |